# Campagne de rectification de Yan'an

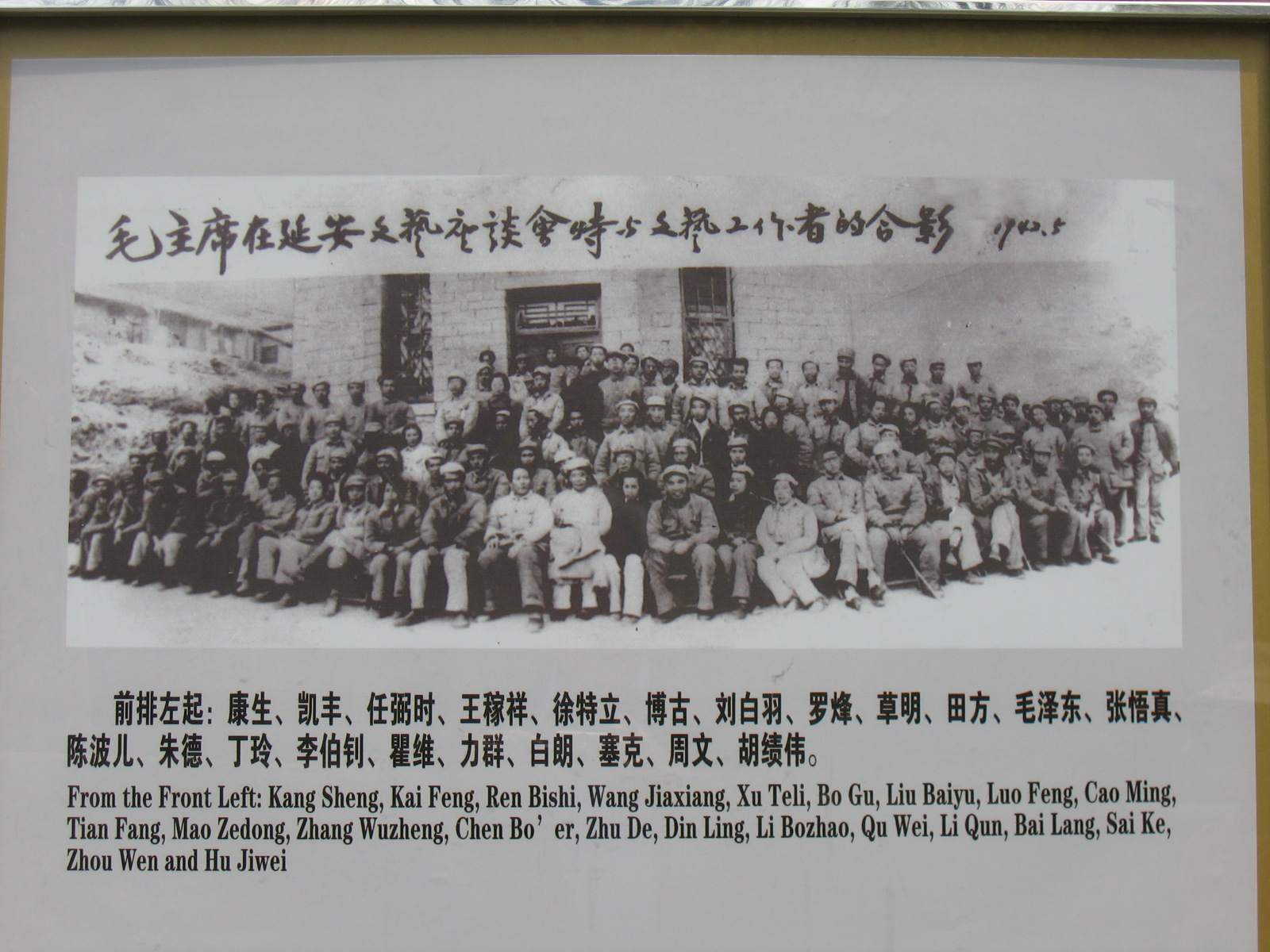
Photographie de groupe à Yan'an (1942)

La campagne de rectification de Yan'an  (chinois simplifié : 延安整风运动 ; chinois traditionnel : 延安整風運動 ; pinyin : Yan'ān Zhěngfēng Yùndòng) également connu sous le nom du mouvement de Rectification (chinois : 整風运动), Zhengfeng ou Cheng Feng a été le premier mouvement idéologique massif, initié par le Parti communiste chinois (PCC), de 1942 à 1944,,,,. 
Le mouvement s'est déroulé au soviet de Yan'an, une zone montagneuse éloignée et isolée du Nord du Shaanxi, après la Longue Marche des communistes. Au cours de la seconde guerre sino-japonaise, le PCC connaissait une période de paix relative et il pouvait se concentrer sur les affaires intérieures. Le mouvement de rectification est considéré par beaucoup comme l'origine du « culte de la personnalité de Mao Zedong »,,. 
Plus de 10 000 personnes ont été tuées dans le processus de « rectification » ; le Parti s'est efforcé d'attaquer des intellectuels et de remplacer la culture du mouvement du 4 mai par celui de la culture communiste,. 
L'héritage de l'ère Yan'an s'est avéré fondamental pour l'histoire du parti communiste chinois. Il s'agissait de la consolidation du rôle essentiel de Mao Zedong dans le PCC,,,. Cette démarche formalisée de déviation de Mao de la ligne du parti de Moscou et de l'importance des adaptations d'importance majeurs du communisme de Mao aux conditions de la Chine. La campagne de rectification permet d’affaiblir Wang Ming et ses alliés dont Bo Gu et d'anciens membres du groupe des 28 bolcheviks. Elle a permis de convaincre ou contraindre les autres dirigeants du PCC à soutenir Mao. Parce que le PCC avait surmonté de grands obstacles pour se développer au cours de cette période, les méthodes employées à Yan'an ont été regardées comme référence des années plus tard. Après la fondation de la république populaire de Chine en 1949, Mao a utilisé à plusieurs reprises ces méthodes qui avaient réussi à Yan'an, chaque fois qu'il a ressenti le besoin de monopoliser le pouvoir politique. En grande partie, la campagne de rectification Yan'an a commencé avec le « systématique remaniement de l'esprit humain ».